# Жимс
Ганди Билел Джуна (френско произношение: [ɡɑ̃di bilɛl dʒuna]; роден на 6 май 1986 г.), по-известен със сценичното си име Maître Gims и по-скоро само Gims; френски: [mɛtʁə ɡims]) (понякога стилизиран като GIMS), е конгоанско-френски певец, автор на песни и рапър. Израснал е във Франция, а в момента живее във Франция и Мароко. Той е бивш член на хип-хоп групата Sexion d'Assaut и издава първия си голям албум,Subliminal през 2013 г. Албумът е продаден в над милион копия във Франция и достига номер две в Syndicat National de l'Édition Phonographique. Следват другите му два албума: Mon cœur avait raison през 2015 г. и Ceinture noire през 2018 г. достигат номер едно във Франция и Белгия и достигат до топ 40 в различни европейски страни, включително Дания, Италия и Швейцария.
Той оглавява френските класации за сингли четири пъти, включително веднъж като представен изпълнител, последно през 2018 г. с песента си „ La même “. Песента е най-изпълняваната във Франция през 2018 г. и помогна на Гимс да стане най-изпълняваният музикант по френската телевизия и радио за същата година.
През 2018 г. той е 7-ият най-изпълняван изпълнител в света на Deezer. По време на кариерата си той работи с няколко международни изпълнители като Sia, Pitbull, Lil Wayne, Stromae, Maluma, Sting и други. Той е продал над 5 милиона записи, включително 3 милиона албума от началото на кариерата си.
През 2020 г. той печели наградата за международен изпълнител на годината в отличителните международни арабски фестивали след участието си в песента на Мохамед Рамадан „Ya habibi“. На 17 септември 2020 г. Netflix пуска документален филм за последните десет години от кариерата му, озаглавен Gims: On the Record.

## Ранен живот
Ганди Джуна е роден на 6 май 1986 г. в Киншаса, Заир (сега Демократична република Конго от 1997 г.). Произхожда от семейство на музиканти: баща му Джанана Джуна е певец на трупата Viva La Musica на Papa Wemba. Той пристига във Франция през 1988 г. на двегодишна възраст с родителите си, които тогава са чужденци с нелегално положение.
Заради криенето на родителите си той обяснява, че е имал трудно детство. Той е настанен в приемни семейства, преди да живее в скуоти до 18-годишна възраст. Тази част от неговия живот е спомената в книгата му Vise le soleil. Той е част от семейство с четиринадесет деца. Той е брат на Dadju, член на групата The Shin Sekaï, на Bedjik, Afi и Djelass, и тримата рапъри. В първия му албум Subliminal (2013) те участват в песента „Outsider“. Гимс израства в 3-ти район на Париж. След това семейството му се премества в 9-ти район и накрая в 19-ти район. Гимс учи графичен дизайн и комуникация.
Той приема прякора Gims във връзка с азиатското кино и света на бойните изкуства.